# Poncetia lacrimisaddicta
Poncetia lacrimisaddicta är en fjärilsart som beskrevs av Hans Bänziger 1988. Poncetia lacrimisaddicta ingår i släktet Poncetia och familjen tandspinnare. Inga underarter finns listade i Catalogue of Life.